# Guš Šilo
Guš Šilo (hebrejsky גוש שילה, doslova „Blok Šilo“, podle zdejší hlavní osady Šilo) je blok izraelských osad v severní části Západního břehu Jordánu (v distriktu Judea a Samaří a Oblastní radě Mate Binjamin), mezi Jeruzalémem a Náblusem, s židovskou populací necelých deset tisíc osob.

## Seznam sídel
| Jméno          | Počet obyvatel (r.2016) | Rok založení | Status         | Fotografie |
| -------------- | ----------------------- | ------------ | -------------- | ---------- |
| Adej Ad        | součást osady Šilo      | 1998         | společná osada |            |
| Achija         | součást osady Šilo      | 1997         | společná osada |            |
| Amichaj        | nově osidlována         | 2017         | společná osada |            |
| Eli            | 4233                    | 1984         | společná osada |            |
| Eš Kodeš       | součást osady Šilo      | 2000         | společná osada |            |
| Giv'at Har'el  | součást osady Šilo      | 1998         | společná osada |            |
| Giv'at ha-Ro'e | součást osady Eli       | 2003         | společná osada |            |
| Kida           | součást osady Šilo      | 2003         | společná osada |            |
| Ma'ale Levona  | 826                     | 1983         | společná osada |            |
| Šilo           | 3727                    | 1979         | společná osada |            |
| Švut Rachel    | součást osady Šilo      | 1991         | společná osada |            |

## Dějiny a geopolitický význam
Izraelské osady v bloku Guš Šilo vznikaly od konce 70. let díky iniciativě organizace Guš emunim, která prosazovala masivní židovské osidlování i v centrálních oblastech Západního břehu Jordánu s početnou arabskou populací. K prvotním osadám Šilo, Eli a Ma'ale Levona postupně od 90. let 20. století přibývaly i další satelitní obytné soubory (tzv. outposty), které se často nacházejí i několik kilometrů od mateřské osady. Od počátku 21. století pak v nich probíhá proces růstu a zahušťování zástavby, čímž se vytvořil souvislý blok židovského osídlení sahající od centrálního hřbetu vrchoviny Samařska v délce cca 10 kilometrů až na okraj příkopové propadliny Jordánského údolí. Jednotlivé zdejší osady propojuje lokální silnice, která na západním okraji bloku ústí do silnice číslo 60, jež je hlavní dopravní tepnou Západního břehu Jordánu, na východě pak do silnice číslo 458 (takzvaná Alonova silnice). Toto sídelní kontinuum židovských osad má tak na východě napojení na řídce zalidněnou aridní oblast údolí řeky Jordán, kde demograficky dominují malé židovské osady.

Mapa bloku Guš Šilo. Izraelská sídla vyznačena růžově. Zleva Ma'ale Levona, velká osada Eli, jižně od ní menší osady Giv'at ha-Ro'e a Giv'at Har'el, pak velká osada Šilo, východně od ní Švut Rachel a dál k východu řetěz menších vesnic Achija, Adej Ad, Eš Kodeš, Kida a Jišuv ha-Da'at. Nově založená osada Amichaj není na mapě ještě zakreslena (leží mezi Švut Rachel a Adej Ad).

Guš Šilo je kvůli své poloze poblíž hlavních populačních center Palestinců předmětem vypjatého teritoriálního sporu. Podle plánů z počátku 21. století neměl být tento blok zahrnut do Izraelské bezpečnostní bariéry. Jeho budoucnost závisí na parametrech případné mírové smlouvy s Palestinci. Ani v rámci Izraele ale není Šilo a okolní osady považováno za blok, který by v každém případě měl zůstat i po případné dohodě s Palestinci pod izraelskou suverenitou. Obyvatelé zdejších židovských osad ovšem patří většinou mezi stoupence náboženského sionismu, který odůvodňuje židovské osidlování těchto regionů náboženskými i národoveckými pohnutkami. Odmítají koncept palestinského státu a vyklizení svých domovů. Argumentují tím, že jejich osady se nacházejí na pozemcích, které předtím neměly soukromé palestinské majitele a nebyly využívány ani pro zemědělské účely. Šlo tedy podle nich o tzv. státní půdu, která byla využitím pro výstavbu židovských osad zhodnocena. Majetková historie zdejších pozemků bývá často předmětem soudních sporů a v okolí dochází občas i k fyzickým konfliktům mezi Izraelci a Palestinci.  Například v srpnu 2015 proběhly takové potyčky u vesnice Eš Kodeš kvůli sporům o vlastnictví okolních zemědělských parcel. Krátce předtím došlo k žhářskému útoku proti arabské rodině v nedaleké palestinské vesnici Duma, který byl přičítán židovským extrémistům. Izraelská stanice Aruc 2 uvedla, že útočníci měli přijít do Dumy ve směru od Eš Kodeš, ovšem ne přímo z Eš Kodeš.
Oblast Guš Šilo je formálně územím pod vojenskou správou Izraele (oblast C Západního břehu Jordánu pod plnou kontrolou Izraele), které ale nebylo nikdy oficiálně anektováno (na rozdíl od Východního Jeruzaléma nebo Golanských výšin). Izraelské vlády nicméně podporují pokračující výstavbu ve zdejších osadách a zčásti tolerují i takovou výstavbu, která probíhá neregulovaně (zpětně bývá legalizována). I v satelitních osadách, vzniklých živelně teprve počátkem 21. století, tak prvotní mobilní buňky jsou postupně doplňovány zděnými rodinnými domy. Například v osadě Kida mají svá obydlí i důstojníci izraelské armády. Ovšem od samotných obyvatel osad v bloku okolo Šila často zaznívá kritika na adresu izraelské vlády kvůli nízkému počtu vydávaných stavebních povolení. Například osada Eli byla při svém založení koncipována jako budoucí sídlo městského, střediskového charakteru, ale podle stavu z roku 2018 je její zástavba stále značně mezerovitá a tamní populace činí jen něco přes 4000 osob. Navíc některé neautorizované domy izraelské úřady odstraňují. To byl příklad osady Ge'ulat Cijon (גאולת ציון) na pahorku východně od Švut Rachel, kde se opakovaně osadníci pokoušeli o vznik trvalého osídlení, které ale bylo několikrát zlikvidováno. V roce 2017 byla ovšem v prostoru zrušené Ge'ulat Cijon založena nová židovská vesnice Amichaj, v níž své domovy našli osadníci vystěhovaní předtím z osady Amona, která ležela v jiné části Západního břehu Jordánu a která byla rovněž odstraněna izraelskými úřady po rozhodnutí soudu. Vznikem osady Amichaj, založené zcela plánovitě, s oficiálním souhlasem izraelské vlády, byla sídelní struktura Guš Šilo dále zahuštěna.
V regionu se rozvíjí i turistický ruch, založený jednak na biblické tradici (izraelitské město Šílo), jednak na ekoturistice (zejména v malých osadách na východním okraji bloku, které disponují scenérií polopouštní krajiny na terénním zlomu nad údolím Jordánu).